# هاینکل هائی ۱۲
هاینکل اچ‌ایی ۱۲ (به انگلیسی: Heinkel HE 12) یک هواپیمای تک‌باله تک‌موتوره آب‌نشین نامه رسان بود که توسط شرکت آلمانی هاینکل در اواخر دهه ۱۹۲۰ میلادی با ساختار زیر بال (low wing) برای عملیات به کمک منجنیق (ابزاری برای به پرواز درآوردن هواپیما) کشتی‌های مسافربری طراحی شد.

## طراحی و توسعه
طرح ساخت اچ‌ایی ۱۲ از هواگرد دریایی یونکرس اف.۱۳ شرکت دریانوردی نورددویچه‌لوید که در سال ۱۹۲۷ بر عرشه کشتی لتزو جهت پروازهای تفریحی مسافران هنگامی که کشتی در بندر پهلو گرفته بود مورد استفاده قرار می‌گرفت، الهام پذیرفت. شرکت نورددویچه‌لوید معتقد بود می‌توان از یک هواگرد دریایی ناو پایه استفاده‌های دیگر تجاری نیز بشود. به همین جهت کار بر روی یک هواپیمای نامه رسان ناو پایه که قادر بود با فاصله زیادی از بندر زمان انتقال نامه‌ها را به صورت چشمگیری کاهش دهد. در همین راستا هاینکل منجنیقی جهت استفاده بر عرشه دو کشتی مسافربری برمن و اروپا شرکت نورددویچه‌لوید و هواپیمایی برای حمل نامه طراحی کرد. با توجه به این که خدمه کشتی لتزو قادر به ارائه خدمات تعمیر و نگهداری لازم به اف. ۱۳ نبودند، شرکت هواپیمایی دویچه لوفت‌هانزا پذیرفت پشتیبانی عملیاتی مورد نیاز این برنامه را ارائه کند. وقتی برمن نخستین سفر خود را در ماه ژوئیه سال ۱۹۲۹ آغاز کرد یک فروند اچ‌ایی ۱۲ را با خود حمل می‌کرد.
اچ‌ایی ۱۲ دارای دو سرنشین یعنی خلبان و بیسیم‌چی بود که به صورت پشت سر هم در یک اتاقک سر باز می‌نشستند و محموله نیز در محفظه در پشت آن‌ها قرار می‌گرفت.

### اچ‌ایی ۵۸
نمونه دوم (ملقب به آتلانتیک) برای پرواز از عرشه اروپا، کشتی خواهر برمن طراحی شد. این نمونه تحت عنوان اچ‌ایی ۵۸ اندکی از نمونه قبلی بزرگ‌تر بود و می‌توانست بار سنگین‌تری حمل کند. اتاقک به شکلی باز طراحی شد که در آن خدمه این هواپیما در کنار هم می‌نشستند. نیرو محرکه اچ‌ایی ۵۸ را موتور بی ام دابلیو اِی تأمین می‌نمود.

## تاریخچه عملیاتی
در ۲۲ ژوئیه ۱۹۲۹ کشتی برمن موفق شد در فاصله ۴۰۰ کیلومتری از بندر نیویورک، اچ‌ایی ۱۲ را به پرواز درآورد. این هواگرد محموله خود را دو و نیم ساعت پس از برخاستن از کشتی به مقصد رساند تا مجموعاً این محلوله تنها در عرض شش و نیم روز از برلین به نیویورک برسد. روز بعد جیمی واکر، شهردار نیویورک در جمع عده ای از مردم نام نیویورک را بر این هواپیما نامید. هنگام بازگشت نیویورک حوالی بندر شربورگ-اکتوویل فرانسه از عرشه برمن برخواسته و چهار ساعت بعد در برمرهافن بر زمین نشست و محموله خود را برای انتقال به برلین به هواپیمای دیگری سپرد. هواگرد نیویورک شامگاه همان روز یعنی پنج و نیم روز پس از ترک بندر نیویورک خود را به برلین رساند. استفاده از این هواگرد طول سفر را ۲۰ ساعت در سفر به غرب و یک تا دو روز را در هنگام بازگشت کاهش داد.
اچ‌ایی ۱۲ به پروازهای منظم بر عرشه برمن تا ماه اکتبر سال ۱۹۳۱ ادامه داد تا این که در اثر یک حادثه در خلیج فاندی کانادا که به مرگ سه سرنشین آن انجامید، آسیب جدی دید. اچ‌ایی ۵۸ نیز خدمت خود را برای کشتی اروپا تا هنگام جایگزینی با هواگرد آب‌نشین یونکرس ۴۶ در سال ۱۹۳۲ پی گرفت.

## مشخصات فنی (اچ‌ایی ۱۲)

### مشخصات عمومی
- خدمه: ۲ نفر (خلبان و بیسیم‌چی
- ظرفیت: ۲۰۰ کیلوگرم نامه
- طول: ۱۱٫۵۶ متر

اچ‌ایی ۵۸: ۱۱٫۷۸
- طول بال: ۱۶٫۸ متر

اچ‌ایی ۵۸: ۱۷٫۲ متر
- ارتفاع: ۴٫۶ متر

اچ‌ایی ۵۸: ۴٫۷ متر
- مساحت بال: ۴۸٫۵ متر مربع

اچ‌ایی ۵۸: ۴۹٫۴ متر مربع
- وزن خالی: ۱۵۸۰ کیلوگرم

اچ‌ایی ۵۸: ۱۸۵۰ کیلوگرم
- وزن خالص: ۲۶۰۰ کیلوگرم

اچ‌ایی ۵۸: ۳۱۴۰ کیلوگرم
- نیرومحرکه: یک موتور پیستونی شعاعی ۹ سیلندر پرت اند ویتنی آر-۱۶۹۰ هورنت خنک شونده با هوا: ۵۰۰ اسب بخار

### عملکرد
- حداکثر سرعت: ۱۳۴ کیلومتر بر ساعت

اچ‌ایی ۵۸: ۲۰۴ کیلومتر بر ساعت
- پایاسیر: ۱۹۲ کیلومتر بر ساعت

اچ‌ایی ۵۸: ۱۵۹ کیلومتر بر ساعت
- حداکثر ارتفاع: ۳۸۰۰ متر